# Wahlenbergia stellarioides
Wahlenbergia stellarioides är en klockväxtart som beskrevs av Adelbert von Chamisso. Wahlenbergia stellarioides ingår i släktet Wahlenbergia och familjen klockväxter. Inga underarter finns listade i Catalogue of Life.